# 神社建築
神社建築是指日本神社的建築樣式。一般包括安置神位的本殿，一般信眾參拜的拜殿，放置祭品的幣殿；其他還有高麗犬、燈籠、手水舍、鳥居、參道等設施。

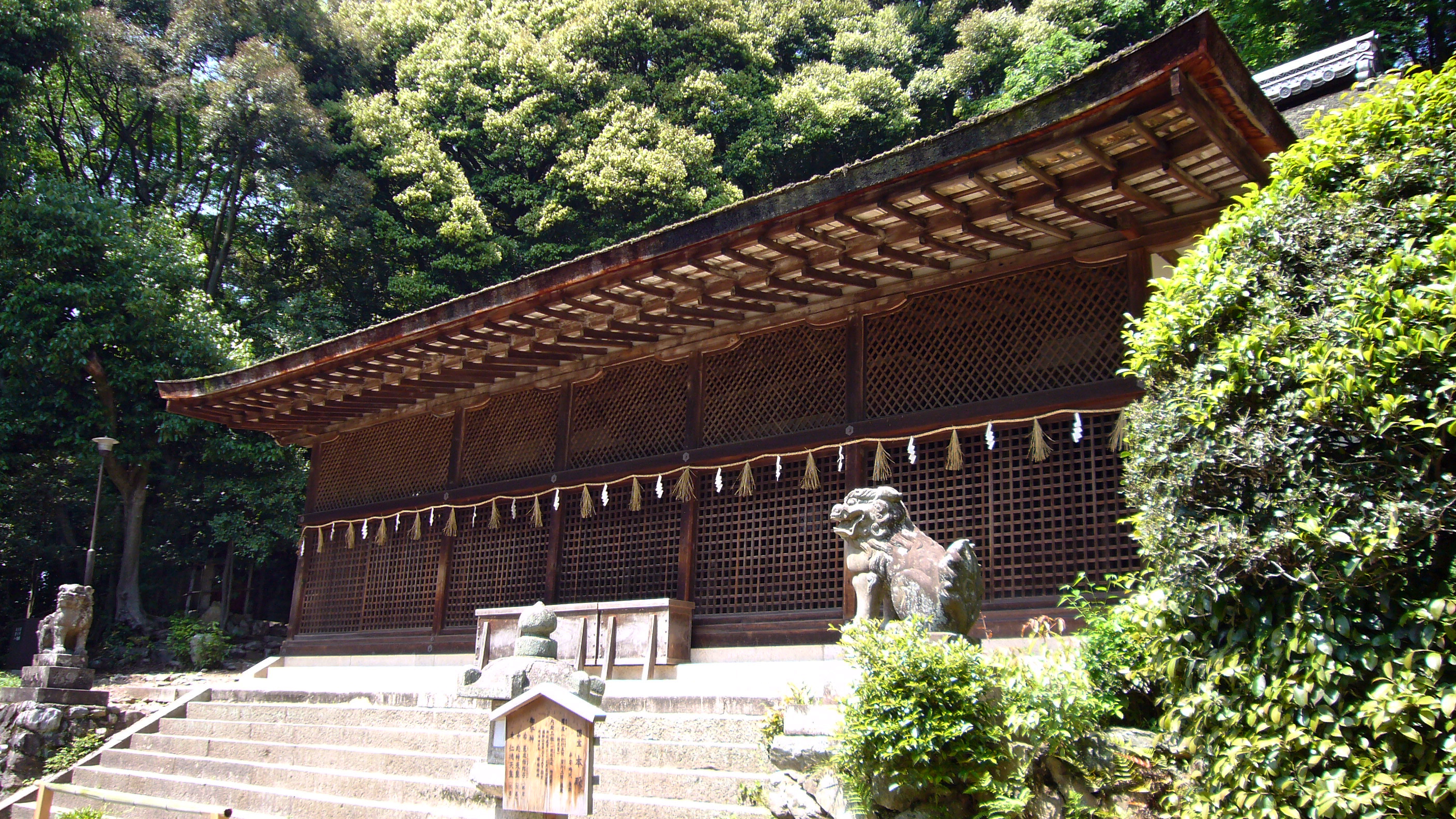
宇治上神社本殿覆屋（國寶，世界遺產）。五間社流造。康平3年（1060年）頃建立之現存最古老之神社建築（京都府宇治市）

## 概要
一般來說，神社建築以本殿、幣殿、拜殿為中心。

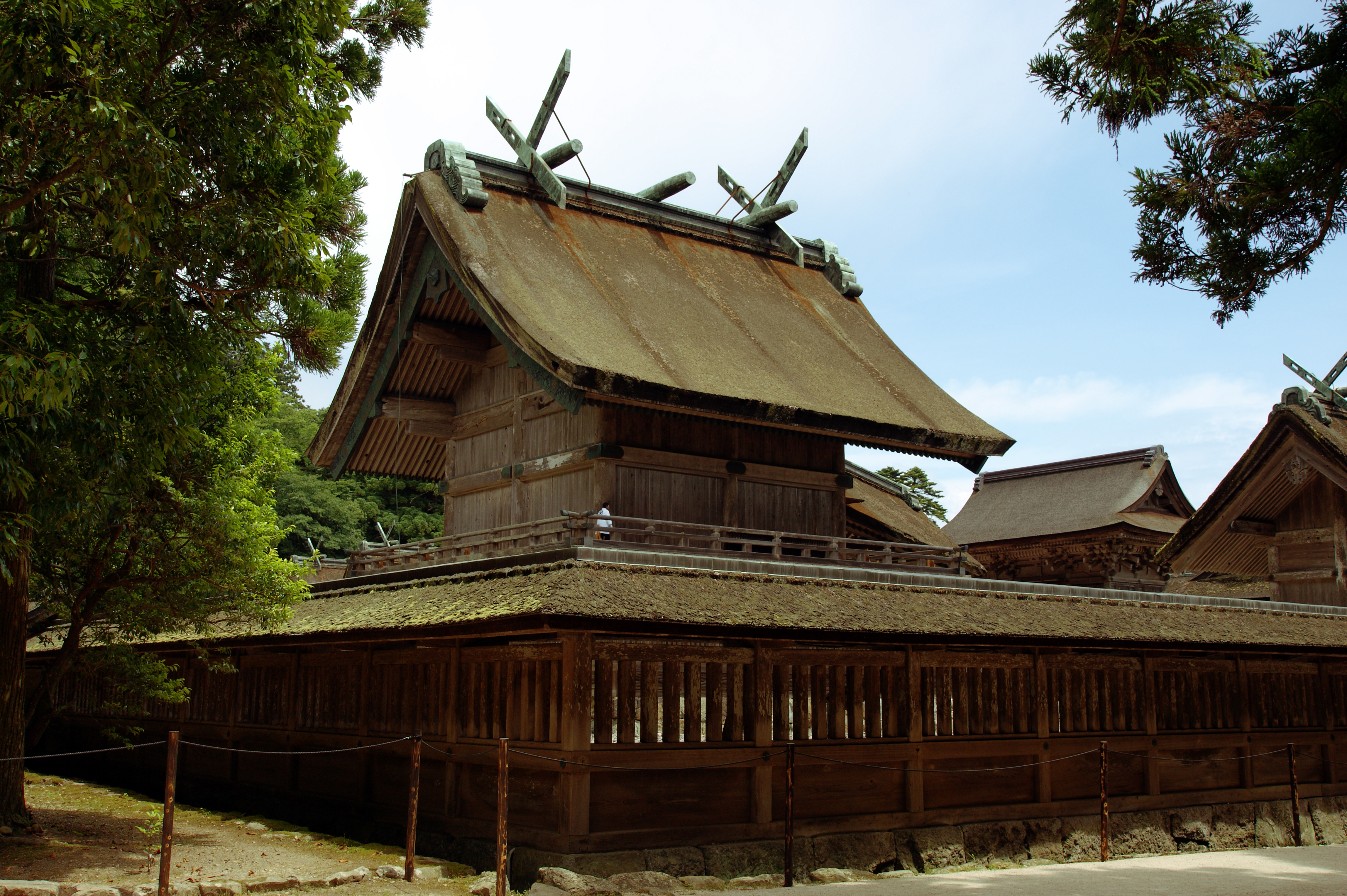
大社造 出雲大社本殿（國寶）（島根縣出雲市）

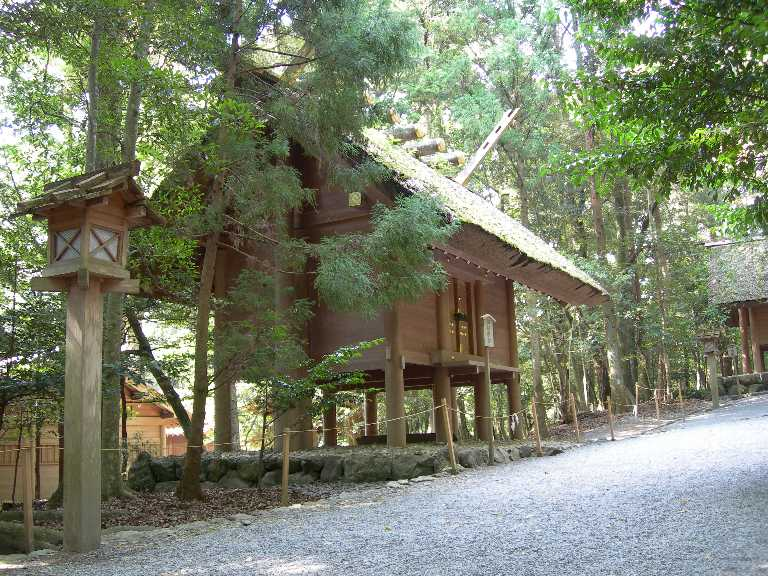
神明造 伊勢神宮之御稲御倉（皇大神宮所管社）（三重縣伊勢市）

- 本殿（ほんでん）——安置神靈所在的神體之社殿，也稱為神殿（しんでん）。
- 拜殿（はいでん）——進行祭祀、禮拜之社殿。
- 幣殿（へいでん）——進行祭儀、奉納幣帛之社殿。或為獨立的建築，但是與拜殿相連者較多。也有無幣殿的神社。

其他還有樓門（神門）、鳥居、神樂殿（舞殿）、手水舍、社務所等也屬於神社建築。
日本全国有大小十万多座神社。它是日本民族土著信仰——神道的主要设施。神道崇拜多神，其数量之多，有“八百万众神”之称。各个神社供奉与当地有着特殊因缘的神灵，最古老的神社创建至今已有两千多年的历史。神社境内是一片圣域，主要建筑是本殿，祭祀着神灵的附体之物——神体，还有供人祭拜的拜殿以及其他相关设施。

## 建築樣式

### 本殿之建築樣式
本殿之建築樣式多以屋頂的形狀區分，大致上分為平入和妻入。

#### 平入形式
- 神明造——國寶仁科神明宮（長野縣大町市）、伊勢神宮（三重縣伊勢市）等

伊勢神宮正殿之樣式被禁止其他神社使用，故稱為唯一神明造。無棟持柱等之情況，屬於切妻造。明治時代以降，神明造之社殿大為流行。
台灣的神社大多為神明造。
- 流造——賀茂別雷神社、賀茂御祖神社、伏見稻荷大社（皆在京都府京都市）等

最多神社使用的本殿之樣式，全國分布最廣，有以下之發展型。
- 兩流造——嚴島神社（廣島縣廿日市市）等
- 八幡造——宇佐神宮（大分縣宇佐市）等
- 穗高造——穗高神社（長野縣安曇野市）

- 入母屋造——御上神社（滋賀縣野洲市）等

入母屋造之發展型乃至變體：
- 日吉造（聖帝造、山王造）——日吉大社（滋賀縣大津市）
- 吉備津造（比翼入母屋造）——吉備津神社（岡山縣岡山市）
- 祇園造——八坂神社（京都府京都市）
- 香椎造——香椎宮（福岡縣福岡市）
- 織田造——劔神社（福井縣越前町）

#### 妻入形式
- 春日造——春日大社（奈良縣奈良市）等

分布以奈良縣為中心，有以下之發展型。
- 平野造（比翼春日造）——平野神社（京都府京都市）
- 熊野造（王子造、皇子造）——熊野本宮大社（和歌山縣田邊市）等

- 大社造——出雲大社（島根縣出雲市）等

分布主要以島根縣為中心，有以下之發展型。
- 美保造（比翼大社造）——美保神社（島根縣松江市）

- 住吉造——住吉大社（大阪府大阪市）等
- 大鳥造——大鳥大社（大阪府堺市）等
- 隱岐造——水若酢神社（島根縣隱岐之島町）等
- 中山造——中山神社（岡山縣津山市）等
- 切妻造
- 入母屋造

- 比翼入母屋造——由加神社（岡山縣倉敷市）

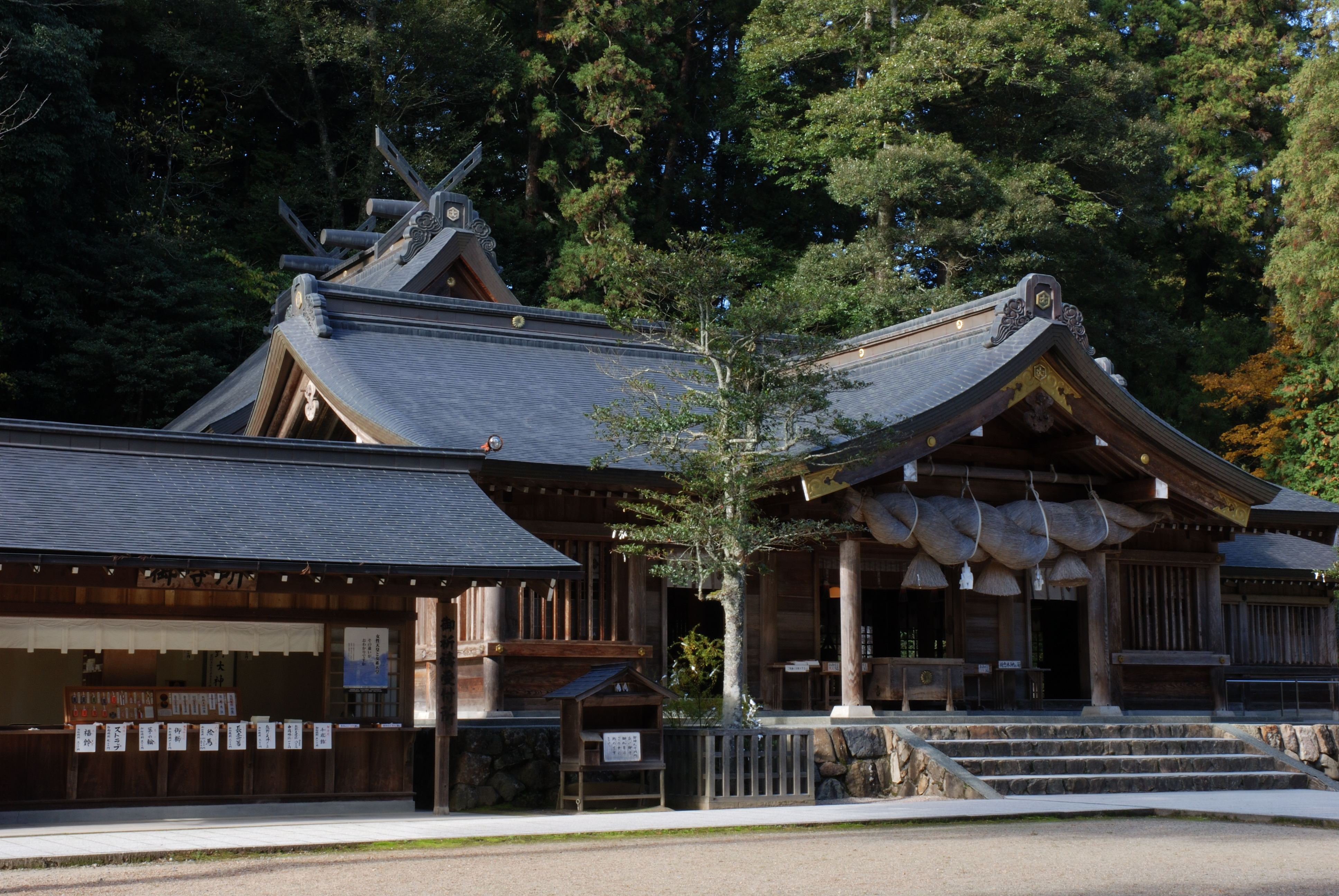
大社造 熊野大社本殿（國寶）（島根縣松江市）
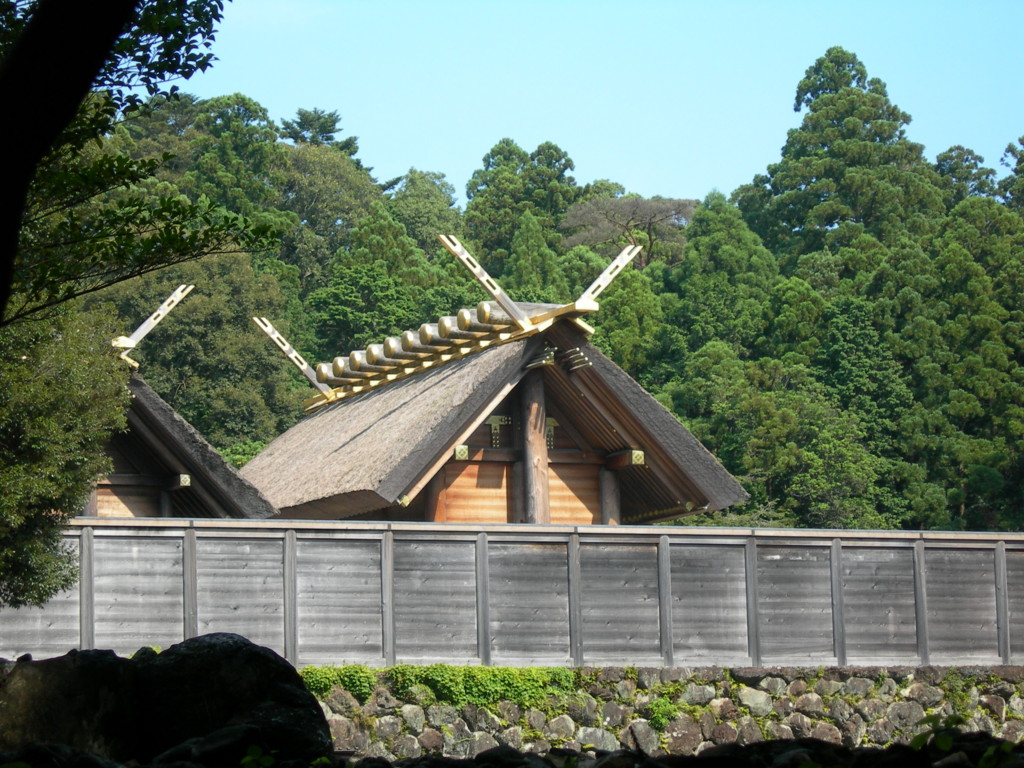
神明造 伊勢神宮内宮正殿（三重縣伊勢市）
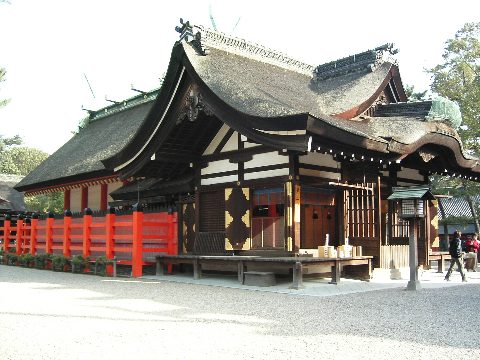
住吉造 住吉大社第2本宮本殿、拜殿（國寶）（大阪府大阪市）
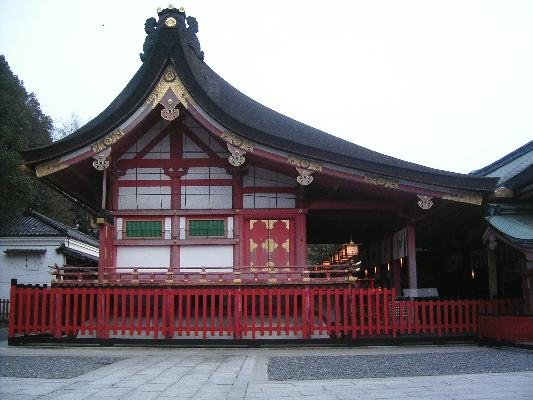
流造（側面） 伏見稲荷大社本殿（重文）（京都府京都市）
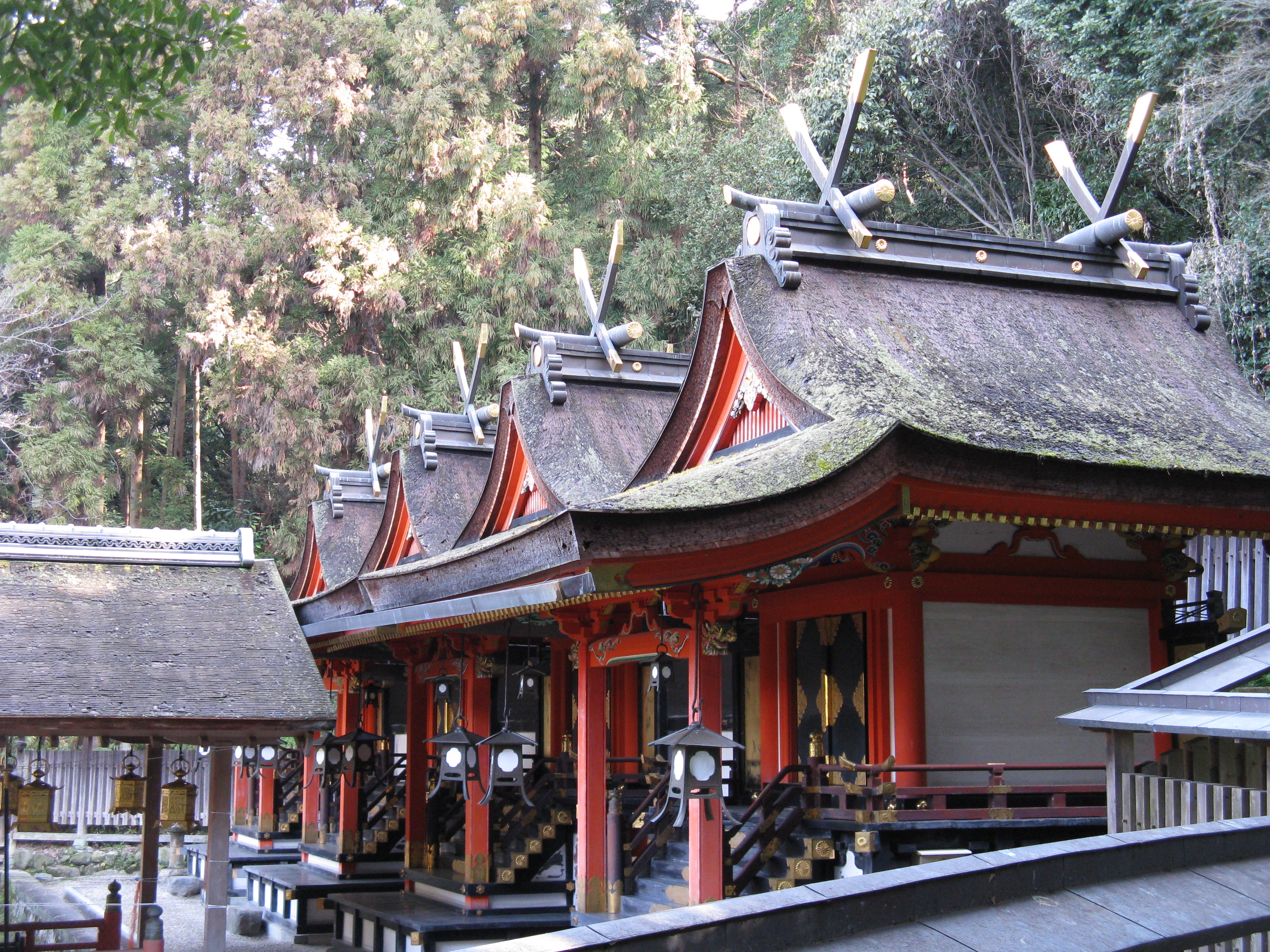
春日造 枚岡神社本殿（大阪府東大阪市）
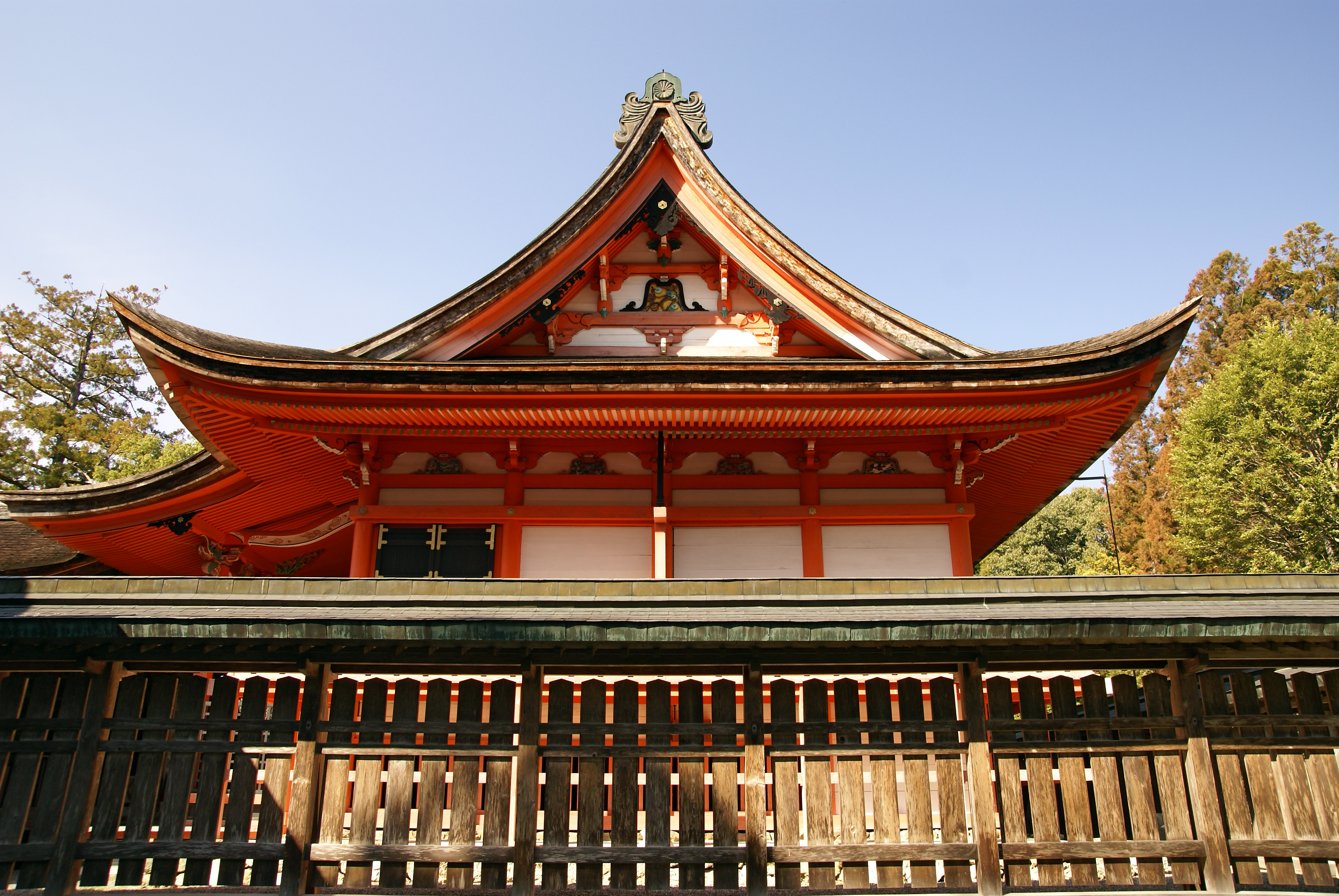
入母屋造 土佐神社本殿（重文）（高知縣高知市）
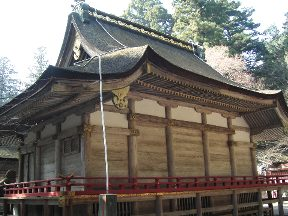
日吉造（背面） 日吉大社西本宮本殿（國寶）（滋賀縣大津市）
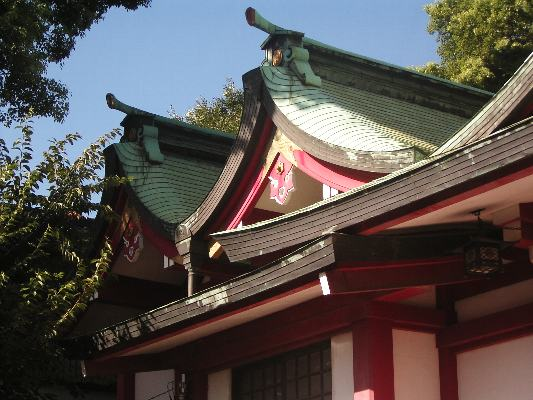
八幡造 市谷龜岡八幡宮本殿（東京都新宿區）
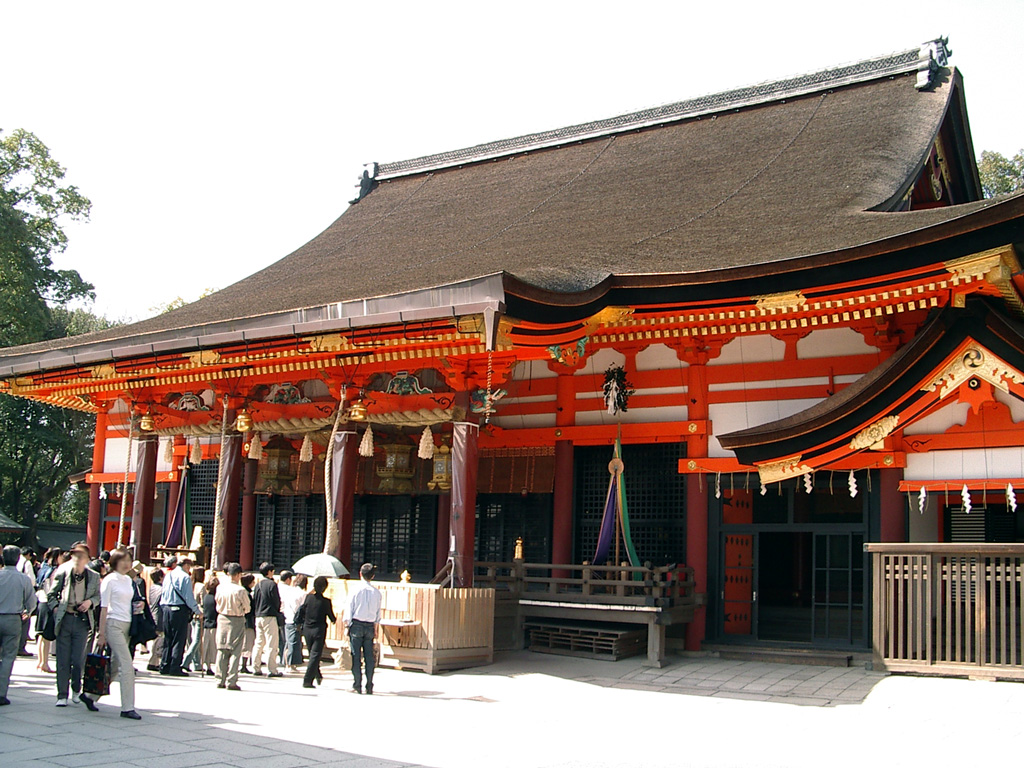
祇園造 八坂神社本殿（重文）（京都府京都市）
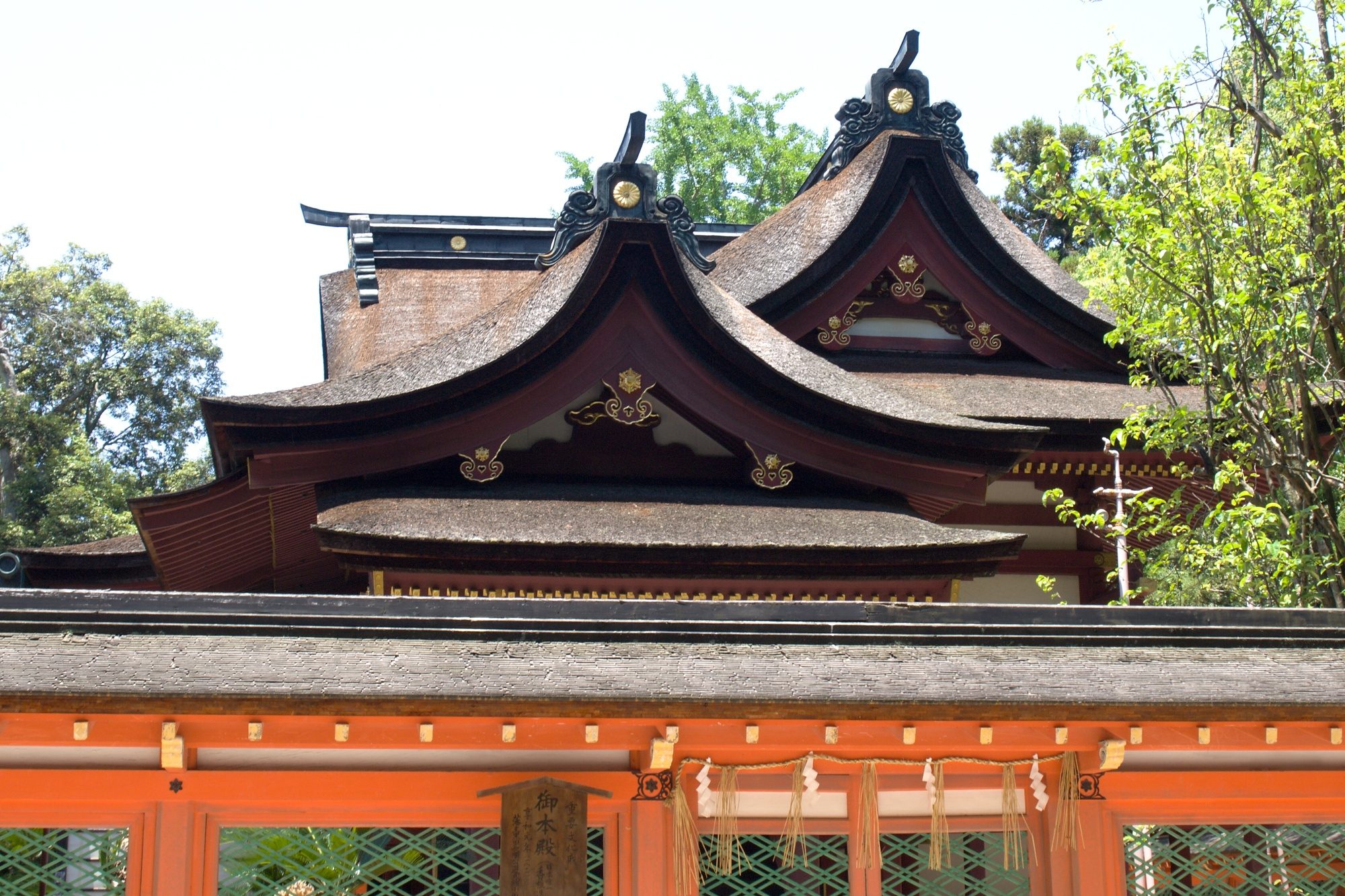
香椎造 香椎宮本殿（重文）（福岡縣福岡市）

#### 複合社殿形式
本殿與拜殿等其他社殿結合，可總稱八棟造，但是也有以下之樣式名。
- 權現造——北野天滿宮（京都府京都市）等
- 淺間造——富士山本宮淺間大社（靜岡縣富士宮市）等
- 尾張造——真清田神社（愛知縣一宮市）等

特別是大縣神社（愛知縣犬山市）較特殊，也稱「大縣造」「三棟造」。
- 水分造——建水分神社（大阪府千早赤阪村）等

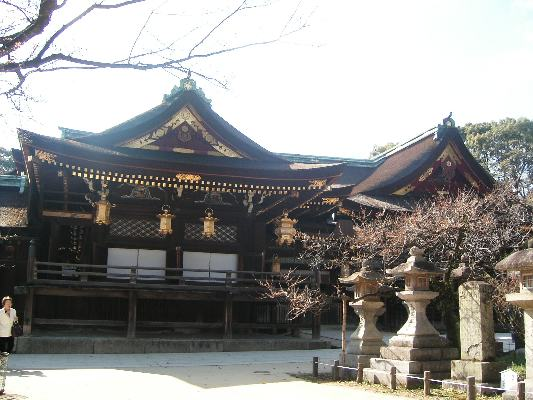
權現造 北野天滿宮（國寶）
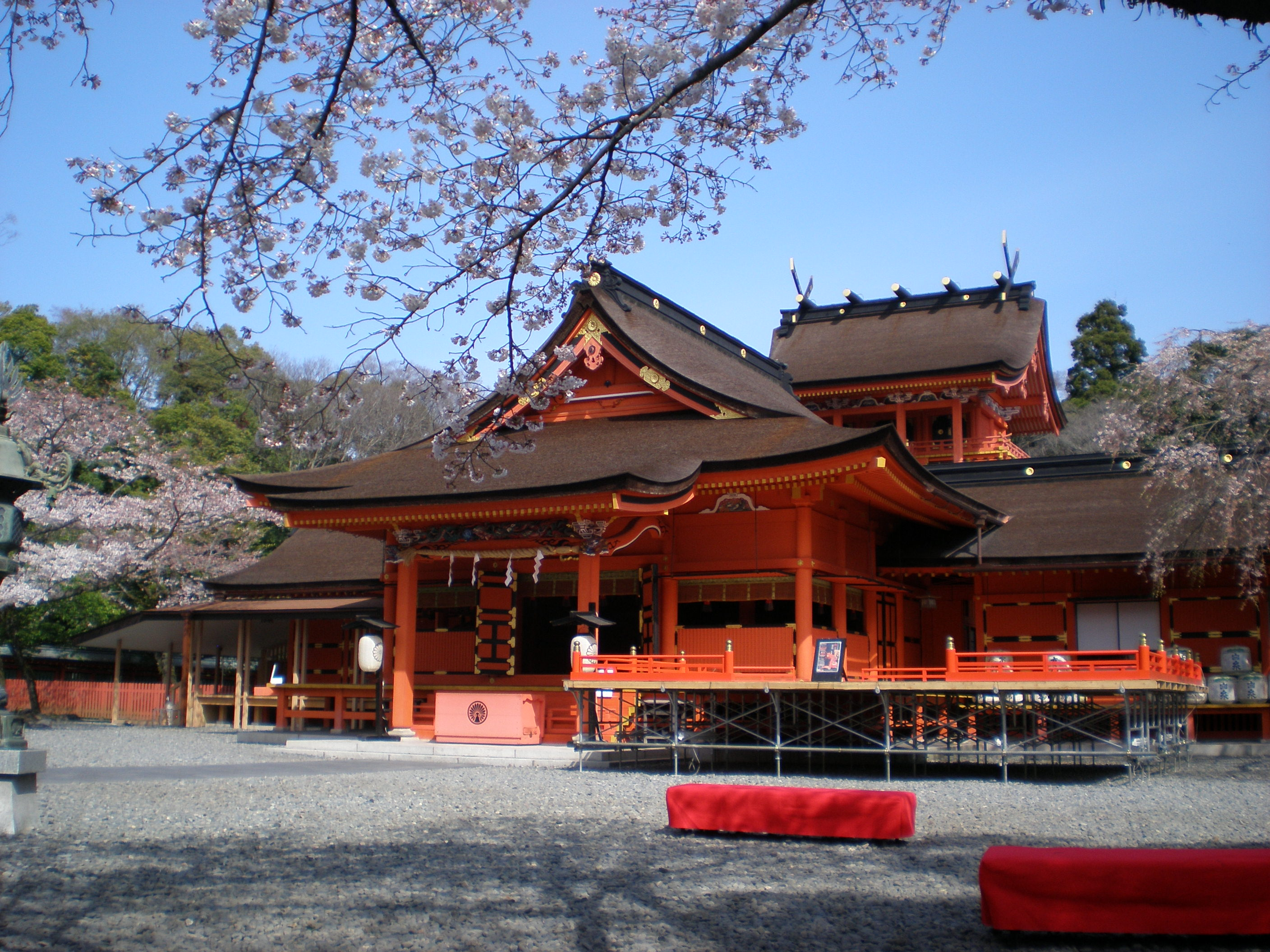
淺間造 富士山本宮淺間大社（重要文化財）

### 拜殿之建築樣式
拜殿也是大致上可以2分為平入和妻入，多為切妻造或入母屋造。
- 平入拜殿

最普通的樣式。
- 妻入拜殿

有作為通往本殿的通路之特性，縱長的後方部分兼作幣殿。
- 割拜殿

遺構稀少，可見於大神神社、石上神宮攝社出雲建男神社、大崎八幡宮。
- 特異拜殿

靜岡淺間神社（靜岡縣靜岡市）——淺間造的拜殿。

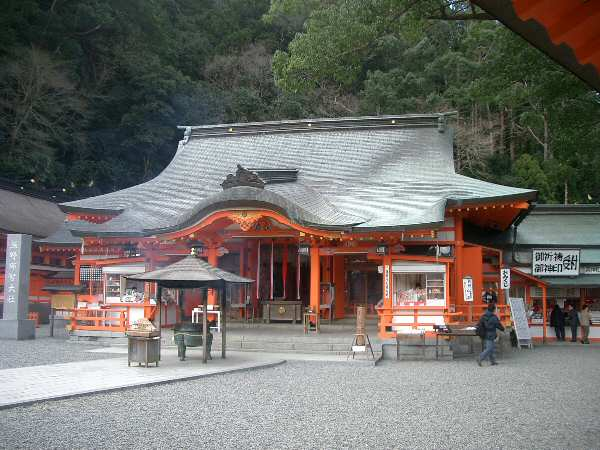
平入拜殿（入母屋造） 熊野那智大社（和歌山縣那智勝浦町）
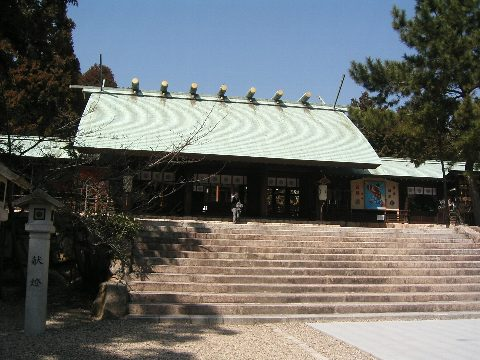
平入拜殿（切妻造） 廣田神社（兵庫縣西宮市）
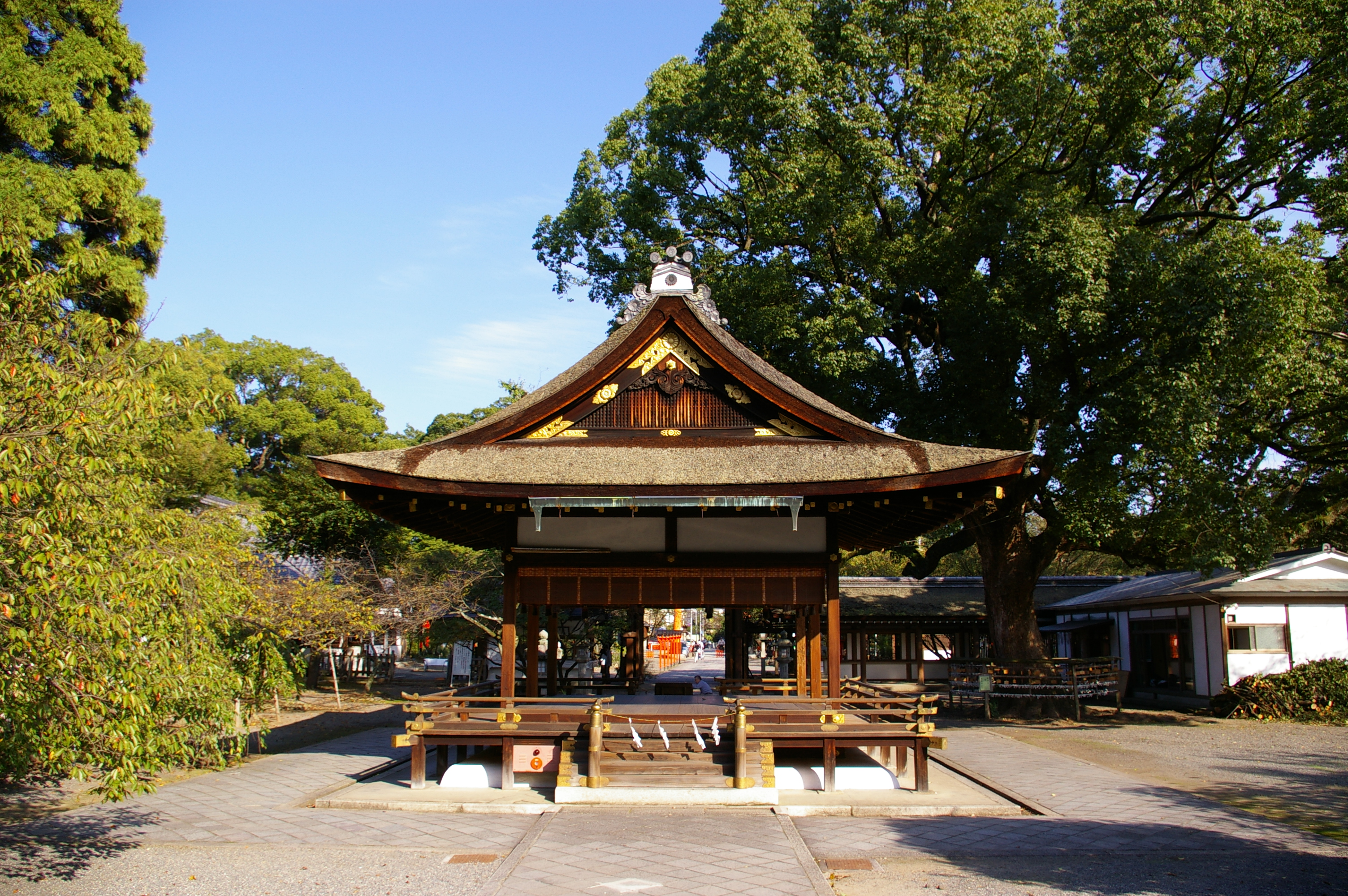
妻入拜殿（入母屋造） 平野神社（京都府京都市）
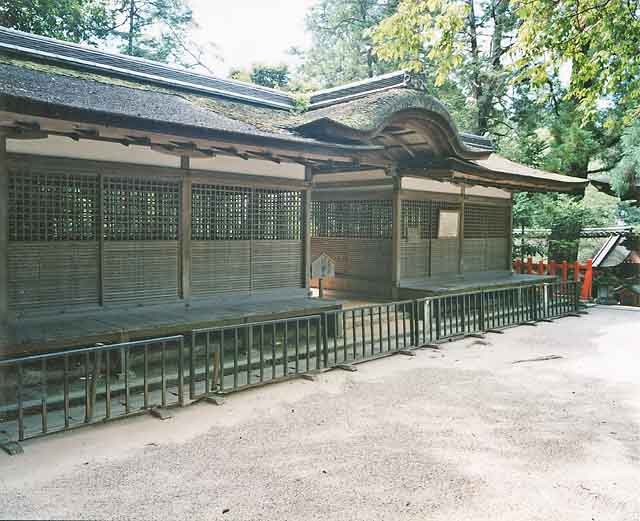
割拜殿 石上神宮攝社出雲建雄神社（國寶）（奈良縣天理市）